# FK Achmat Groznyj
RFK Achmat Groznyj (ryska: Республиканский футбольный клуб Ахмат Грозный, Respublikanskyj futbolnyj klub Akhmat Groznyj) är en rysk fotbollsklubb från den tjetjenska huvudstaden Groznyj. Klubben spelar i Premjer-Liga. Tränare för laget var under en period den professionella fotbollsspelaren Ruud Gullit som tog över laget inför vårsäsongen 2011. Han fick emellertid sparken efter ett halvår.

## Historia
Klubben bildades först som Dynamo 1946. Men 1958, året då klubben bytte namn till Terek Groznyj, brukar räknas som det år då klubben bildades. Under några år på 1990-talet upphörde klubben med sin verksamhet på grund av det första Tjetjenienkriget. När klubben återupptog verksamheten igen fick den inte dispens från det ryska fotbollsförbundet för att få spela sina hemmamatcher i Groznyj utan fick istället spela sina hemmamatcher i andra städer i södra Ryssland. 2007 fick de till slut återvända hem till Groznyj igen.
Klubben vann 2004 den ryska cupen i fotboll. De slog PFK Krylja Sovetov Samara i finalen och kvalificerade sig därmed för spel i UEFA-cupen. Där slog de ut polska Lech Poznań i den andra omgången, men åkte i den tredje omgången ut mot schweiziska FC Basel. 2005 spelade klubben för första gången i Premjer-Liga, men åkte ur. De kom tillbaka 2008 och har sedan dess klarat sig kvar.
Den 7 juni 2017 döptes laget om från FK Terek till FK Achmat, efter Achmat Kadyrov, före detta president i Tjetjenien.

## Spelare

### Truppen
Korrekt per den 22 januari 2022
| 33 | Ryssland | Vitalij Gudijev    | 22 april 1995    | Alanija Vladikavkaz (-14) |
| 42 | Ryssland | Aleksandr Melichov | 23 mars 1998     | Tom Tomsk (-19)           |
| 88 | Ryssland | Giorgi Sjelija     | 11 december 1988 | Tambov (-20)              |

| 4  | Bosnien och Hercegovina | Darko Todorović    | 5 maj 1997       | Red Bull Salzburg (-21) |
| 5  | Ryssland                | Vitalij Lystsov    | 11 juli 1995     | Lokomotiv Moskva (-21)  |
| 8  | Serbien                 | Miroslav Bogosavac | 14 oktober 1996  | Čukarički (-20)         |
| 15 | Ryssland                | Andrej Semjonov    | 24 mars 1989     | Amkar Perm (-14)        |
| 20 | Kroatien                | Zoran Nižić        | 11 oktober 1989  | Hajduk Split (-18)      |
| 40 | Ryssland                | Rizvan Utsijev     | 7 februari 1988  | FK Achmat Groznyj       |
| 50 | Ryssland                | Aleksandr Putsko   | 24 februari 1993 | Ufa (-20)               |
| 96 | Kazakstan               | Marat Bystrov      | 19 juni 1992     | Ordabasy (-20)          |

| 6  | Ryssland | Amir Adujev         | 11 maj 1999     | Montpellier (-20)       |
| 7  | Kosovo   | Bernard Berisha     | 24 oktober 1991 | Anzji Machatjkala (-17) |
| 10 | Ryssland | Chalid Kadyrov      | 19 april 1994   | FK Achmat Groznyj       |
| 11 | Ryssland | Igor Konovalov      | 8 juli 1996     | Rubin Kazan (-21)       |
| 14 | Ukraina  | Artem Poljarus      | 5 juli 1992     | Chimki (-20)            |
| 17 | Ryssland | Letji Sadulajev     | 8 januari 2000  | FK Achmat Groznyj       |
| 23 | Ryssland | Anton Sjvets        | 26 april 1993   | Villarreal B (-17)      |
| 47 | Ryssland | Daniil Utkin        | 12 oktober 1999 | Krasnodar (-21)         |
| 59 | Ryssland | Jevgenij Charin     | 11 juni 1995    | Levadia Tallinn (-18)   |
| 77 | Ryssland | Vladislav Karapuzov | 6 januari 2000  | Dynamo Moskva (-21)     |
| 94 | Ryssland | Artiom Timofejev    | 12 januari 1994 | Spartak Moskva (-20)    |

| 9  | Rumänien        | Gabriel Iancu    | 15 april 1994    | Viitorul Constanța (-21) |
| 13 | Burkina Faso    | Mohamed Konaté   | 12 december 1997 | Chimki (-21)             |
| 18 | Elfenbenskusten | Senin Sebai      | 18 december 1993 | Chimki (-21)             |
| 27 | Ryssland        | Idris Umajev     | 15 januari 1999  | FK Achmat Groznyj        |
| 68 | Ryssland        | Artiom Archipov  | 15 december 1996 | Kuban Krasnodar (-21)    |
| 90 | Ryssland        | Islam Alsultanov | 18 augusti 2001  | FK Achmat Groznyj        |
| 95 | Ryssland        | Abubakar Kadyrov | 26 augusti 1996  | FK Achmat Groznyj        |
| -  | Senegal         | Ablaye Mbengue   | 19 maj 1992      | Akanda (-15)             |

Not: Spelare i kursiv stil är inlånade.

## Placering tidigare säsonger
| Säsong    | Nivå | Liga         | Placering | Referens |
| --------- | ---- | ------------ | --------- | -------- |
| 2011/2012 | 1    | Premjer-Liga | 11        | [ 4 ]    |
| 2012/2013 | 1    | Premjer-Liga | 8         | [ 5 ]    |
| 2013/2014 | 1    | Premjer-Liga | 12        | [ 6 ]    |
| 2014/2015 | 1    | Premjer-Liga | 9         | [ 7 ]    |
| 2015/2016 | 1    | Premjer-Liga | 7         | [ 8 ]    |
| 2016/2017 | 1    | Premjer-Liga | 5         | [ 9 ]    |
| 2017/2018 | 1    | Premjer-Liga | 9         | [ 10 ]   |
| 2018/2019 | 1    | Premjer-Liga | 8         | [ 11 ]   |
| 2019/2020 | 1    | Premjer-Liga | 13        | [ 12 ]   |
| 2020/2021 | 1    | Premjer-Liga | 11        | [ 13 ]   |
| 2021/2022 | 1    | Premjer-Liga | 7         | [ 14 ]   |
| 2022/23   | 1    | Premjer-Liga |           |          |